# 스핀 마스터
스핀 마스터(영어: Spin master)는 캐나다의 다국적 완구 기업이다. 캐나다 외에도 미국, 독일, 영국, 이탈리아, 프랑스, 호주, 네덜란드, 슬로바키아, 스웨덴, 폴란드, 베트남, 일본, 중국, 홍콩에 1,600명 이상의 직원들을 고용하고 있다. 대한민국에서는 회사가 없지만 아카데미과학, 주식회사 밤나무, 미미월드, 에스엠지홀딩스, 아이코닉스몰 등의 기업이 수입을 담당하며, 일부 제품은 이름만 바뀐 채 수입된다. (아카데미과학은 Flutterbye Fairy를 플라잉 페어리로, 미미월드는 Purse Pets를 윙크백으로, 에스엠지홀딩스는 Bitzee를 큐비찌로 바꾸어 판매한다.)

## 개발 제품
- 메카노 ※ 초기에는 영국의 과학자 프랭크 혼비가 만든 완구였다. 대한민국 과학상자의 원조인 완구다.
- 좀비 포에버 (Zombaes forever)
- 해치멀
  - 크리스탈 플라이어 ※ 해당 제품의 독립형이다.
- 큐비찌 (Bitzee)
- 군드
- 에치 어 스케치
- 드래곤 길들이기
- 퍼피 구조대 (Paw Patrol)
- DC 유니버스
  - 배트맨
- 에어 호그
- 바쿠간
- 몬스터 잼
- 개비의 매직하우스
- 텐카이나이트 ※ 본즈와 쇼가쿠간과의 합작. 현재 단종되었다.
- 조조좀비
- 플라잉 페어리 (Flutterbye Fairy)
- 텍덱
- 윙크백 (Purse Pets)
- 플레이스테이션 ※ 소니와의 체결로 출시